# آلیاژهای مستحکم شده با پخش اکسید
آلیاژهای مستحکم شده با پخش اکسید (Oxide dispersion strengthened alloys) (ODS) گروهی از مواد پیشرفته هستند که از یک ماتریس فلزی با ذرات ریز اکسید به صورت یکنواخت پراکنده‌شده تشکیل شده‌اند. این ساختار منحصربه‌فرد خواص مکانیکی و حرارتی برجسته‌ای را برای این آلیاژها فراهم می‌کند. از جمله ویژگی‌های برجسته می‌توان به مقاومت حرارتی بالا، استحکام عالی در دماهای بالا و شکل‌پذیری مناسب اشاره نمود.
رایج‌ترین آلیاژهای مستحکم شده با پخش اکسید مبتنی بر نیکل هستند، اما این نوع آلیاژهای مستحکم‌شده شامل آلیاژهای آهن، آلومینیوم و حتی آلیاژهای فلزات نجیب نظیر پلاتین نیز می‌شود. این تنوع در ترکیب شیمیایی باعث شده‌است که آلیاژهای ODS در طیف گسترده‌ای از کاربردهای صنعتی و فناورانه استفاده شوند.

## مکانیزم تشکیل
مستحکم سازی با پخش اکسید (ODS) بر پایه عدم تطابق یا ناهمخوانی ذرات اکسید با شبکه بلوری ماده استوار است. ذرات همدوس دارای صفحه شبکه‌ای پیوسته‌ای از ماتریس فلزی تا خود ذرات هستند، در حالی که ذرات نا‎همدوس این پیوستگی را ندارند. در ذرات ناهمدوس، صفحات شبکه در محل فصل مشترک خاتمه می‌یابند. این ناسازگاری در فصل مشترک‌ها منجر به افزایش انرژی بین‌سطحی می‌شود، که از حرکت نابجایی‌ها (dislocations) جلوگیری می‌کند. ذرات اکسیدی در ماتریس بسیار پایدار هستند و همین امر به طور موثری مانع از تغییر شکل خزشی (creep) در مواد می‌شود. پایداری ذرات به این معناست که آن‌ها تغییرات ابعادی بسیار کمی دارند، دچار شکنندگی نمی‌شوند، تأثیرات نامطلوب بر خواص مواد ندارند، فاصله بین ذرات در دماهای بالا ثابت باقی می‌ماند، و به طور کلی در برابر تغییرات ناشی از دماهای بالا مقاومت نشان می‌دهند. این ویژگی‌ها باعث می‌شوند که موادی که با این روش تقویت شده‌اند، در کاربردهایی که نیازمند مقاومت در برابر دماهای بالا و بارهای مکانیکی زیاد هستند، از جمله در صنایع هوافضا، توربین‌های گازی، و رآکتورهای هسته‌ای، عملکرد بهتری داشته باشند. همچنین، استفاده از این روش می‌تواند طول عمر قطعات و تجهیزات را افزایش داده و نیاز به تعمیرات و نگهداری را کاهش دهد.
ذرات اکسیدی به دلیل ناهمدوسی ساختاری نمی‌توانند به راحتی توسط مکانیزم‌های لغزش دچار تغییر شکل شوند و برای غلبه بر این ذرات، نابجایی‌ها باید از مکانیزم صعود استفاده کنند. اگر ذرات به‌جای ناهمدوسی، نیمه‌همدوس (semi-coherent) یا همدوس با شبکه بلوری باشند، نابجایی‌ها می‌توانند با فرآیندهایی کم‌انرژی‌تر مانند لغزش نابجایی یا مکانیزم خمشی اوروان (Orowan bowing) از میان ذرات عبور کنند. این فرآیندها، که به‌عنوان مکانیزم‌های غیرحرارتی (athermal) شناخته می‌شوند، انرژی کمتری نیاز دارند. در مقابل، مکانیزم صعود یک فرآیند وابسته به نفوذ است که انرژی بیشتری طلب می‌کند و عمدتاً در دماهای بالاتر، جایی که انرژی کافی برای اضافه یا حذف اتم‌ها فراهم است، رخ می‌دهد. به دلیل ناهم‌دوسی ذرات، مکانیزم‌های لغزش به‌تنهایی کافی نیستند و مکانیزم صعود، که انرژی بیشتری می‌طلبد، غالب است. این موضوع باعث می‌شود ناپیوستگی‌ها به‌شدت متوقف شوند و تغییر شکل دشوارتر شود.
مکانیزم صعود به دو شکل محلی (local climb) و عمومی (general climb) قابل وقوع است. در صعود محلی، بخشی از نابجایی‌ها که بین دو ذره قرار دارد، در صفحه لغزش باقی می‌ماند، درحالی‌که باقی نابجایی روی سطح ذرات به سمت بالا یا پایین حرکت می‌کند. در صعود عمومی، کل نابجایی‌ها از صفحه لغزش خارج می‌شوند. صعود عمومی انرژی کمتری نیاز دارد، زیرا این مکانیزم طول خط نابجایی را کاهش می‌دهد و در نتیجه انرژی کرنش الاستیک نیز کاهش می‌یابد. به همین دلیل، صعود عمومی مکانیزم غالب است. نابجایی‌ها محدود به مکانیسم‌های صعود کاملاً محلی یا کاملاً عمومی نیستند، بلکه مسیری را طی می‌کنند که انرژی کمتری نیاز دارد. صعود همکارانه (Cooperative Climb) نمونه‌ای از یک مکانیسم پیچیده‌تر است که در آن یک نابجایی به جای عبور از هر ذره به‌صورت جداگانه، در اطراف گروهی از ذرات حرکت می‌کند.
مک‌لین بیان کرد که نابجایی زمانی به حالت پایدارتر و آرام‌تر می‌رسد که از روی چندین ذره به‌طور همزمان صعود کند. دلیل این پدیده آن است که با این کار، از برخی از مرزهای ناگهانی بین بخش‌های مختلف در صفحه لغزش صرف‌نظر می‌شود و نابجایی در عوض در امتداد سطح ذرات حرکت می‌کند. این مکانیزم نه تنها موجب کاهش انرژی مورد نیاز برای حرکت نابجایی می‌شود، بلکه نقش مهمی در تعیین ویژگی‌های مکانیکی مواد، به‌ویژه در حضور ذرات تقویت‌کننده (Reinforcing Particles) در آلیاژها، دارد. در حقیقت، توزیع ذرات و اندازه آن‌ها می‌تواند بر رفتار صعود نابجایی‌ها تأثیر قابل توجهی داشته باشد. این اثرات در طراحی مواد پیشرفته، مانند سوپرآلیاژها و مواد کامپوزیتی که تحت شرایط دمای بالا کار می‌کنند، اهمیت زیادی دارد.
حضور ذرات ناهمدوس باعث ایجاد یک تنش آستانه (σt) می‌شود، زیرا برای حرکت نابجایی‌ها از کنار اکسیدها، باید تنش اضافی اعمال شود تا نابجایی‌ها از طریق مکانیزم صعود از ذرات عبور کنند. پس از عبور نابجایی از ذره به وسیله صعود، نابجایی‌ها ممکن است در محل تماس ذره-ماتریس گیر بیفتند که این پدیده به نام «چسبندگی سطحی» (Interfacial Pinning) شناخته می‌شود. این پدیده نیازمند تنش آستانه اضافی است تا نابجایی از این گیرافتادگی رها شود، و تنها پس از غلبه بر این مقاومت، تغییر شکل پلاستیک انجام می‌شود.
پدیده رهایی نابجایی نتیجه تعامل بین نابجایی و ذره است که در آن انرژی کشسانی کل کاهش می‌یابد. به عبارت دیگر، این پدیده به دلیل اثرات متقابل میان نابجایی‌ها و ذرات در ماتریس است که باعث می‌شود تنش‌های کشسانی در منطقه اطراف ذره تغییر کنند و باعث کاهش انرژی کلی سیستم شود. به گفته شروئدر و آرتز، تنش اضافی مورد نیاز به دلیل آرامش و کاهش میدان تنش است که در طی فرآیند صعود نابجایی‌ها رخ می‌دهد و به این ترتیب نیروی برشی وارد شده را جبران می‌کند.

## عملیات شیمیایی سنتز

### آسیاب گلوگه‌ای
خواص خزش فولادهای ODS به ویژگی‌های ذرات اکسید در ماتریس فلزی وابسته است، به‌ویژه توانایی این ذرات در جلوگیری از حرکت نابجایی‌ها و همچنین اندازه و توزیع این ذرات. هوئلزر و همکاران نشان دادند که یک آلیاژ که دارای پراکندگی همگن نانوکلاسترهای Y2Ti2O7 با اندازه 1-5 نانومتر است، خواص خزش بهتری نسبت به یک آلیاژ با پراکندگی ناهم‌دوس نانوکلاسترهای 5-20 نانومتری از همان ترکیب دارد. فولادهای ODS معمولاً از طریق آسیاب‌گلوله‌ای یک اکسید مورد نظر (مانند Y2O3، Al2O3) با پودرهای فلزی پیش‌سازی شده تولید می‌شوند که سپس با فشرده‌سازی و تف‎‌جوشی پی‌گیری می‌شود. این فرآیند به این صورت است که اکسیدها در حین فرآیند آسیاب گلوله وارد محلول جامد در فلز شده و سپس در طول عملیات حرارتی رسوب می‌کنند. به‌نظر می‌رسد که این فرآیند ساده است اما بسیاری از پارامترها باید به دقت کنترل شوند تا یک آلیاژ موفق تولید شود. لِسِینیور و همکاران برخی از این پارامترها را به‌دقت کنترل کرده و میکروساختارهای با کیفیت‌تر و یکنواخت‌تری به‌دست آوردند.در این روش دو مرحله‌ای، ابتدا اکسید برای مدت طولانی‌تری آسیاب گلوله می‌شود تا یک محلول جامد همگن از اکسید به‌دست آید. سپس پودر در دماهای بالاتر بازپخت (Annealing) می‌شود تا هسته‌زایی کنترل‌شده‌ای از خوشه‌های اکسید آغاز گردد. در نهایت پودر مجدداً فشرده‌شده و تف‌جوش می‌شود تا ماده نهایی تولید گردد.

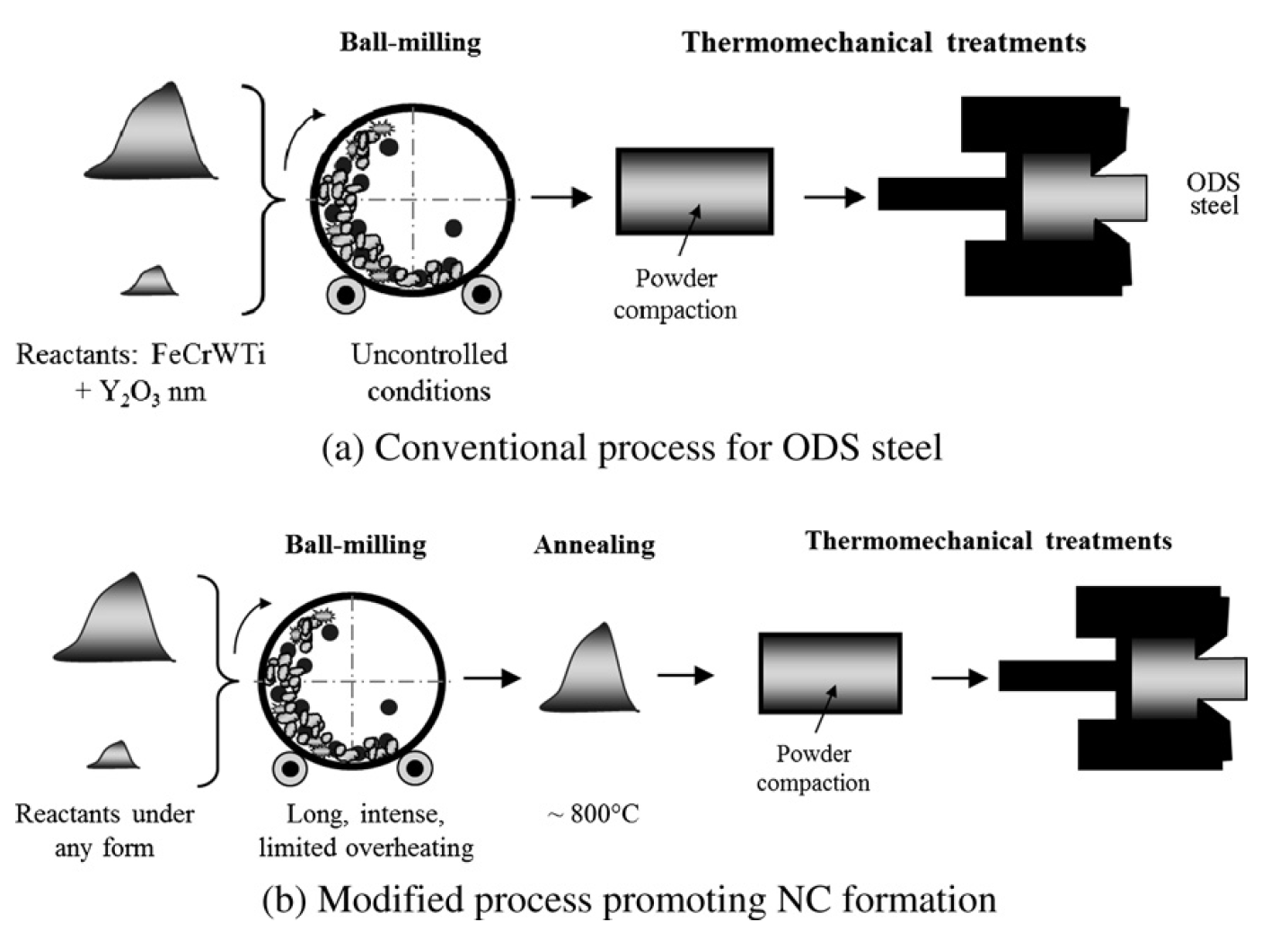
طرح ساده شده فرآیند مرسوم فولاد ODS و فرآیند اصلاح شده که باعث تشکیل نانو اکسید می شود.

این فرآیند تولید فولادهای ODS به‌دلیل حساسیت بالای آن به پارامترهای فرآیند، به دقت و تخصص زیادی نیاز دارد. برای دستیابی به خصوصیات مطلوب در این مواد، کنترل دقیق دما، زمان آسیاب گلوله‌ای و فرآیند بازپخت ضروری است. این کنترل‌ها نه تنها به‌طور مستقیم بر ویژگی‌های مکانیکی نظیر استحکام و چقرمگی مواد تأثیر می‌گذارند، بلکه بر ویژگی‌های طولانی‌مدت مانند مقاومت به خزش و پایداری در دماهای بالا نیز بسیار مهم هستند.

## کاربردهای آلیاژهای ODS
صنایع هوافضا: مواد ODS در طراحی و ساخت قطعات فضاپیماها، به‌ویژه برای محافظت در برابر حرارت شدید هنگام ورود مجدد به جو زمین، به کار می‌روند. خواص برجسته‌ی این آلیاژها مانند مقاومت در برابر اکسیداسیون و استحکام بالا در دماهای بالا، آن‌ها را به گزینه‌ای ایده‌آل برای شرایط مافوق صوت تبدیل کرده‌است.

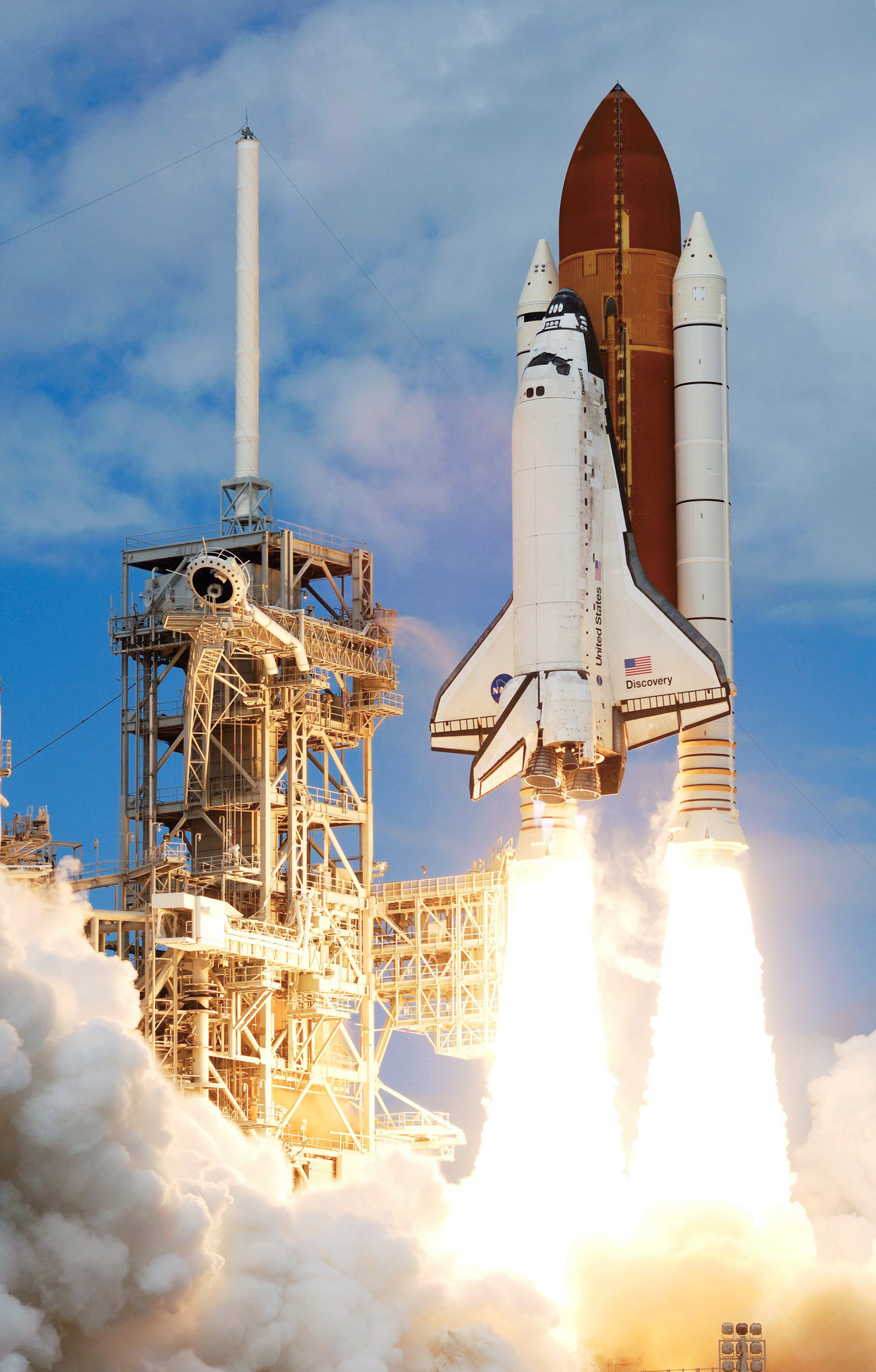
فضاپیما در حال پرتاب

نیروگاه‌های هسته‌ای: فولادهای ODS به دلیل مقاومت بالا در برابر تابش و پایداری حرارتی، در ساخت اجزای کلیدی راکتورهای هسته‌ای مورد استفاده قرار می‌گیرند.

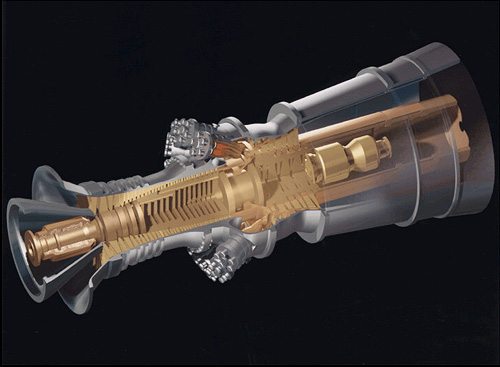
طرح ساده توربین گازی

توربین‌ها و مبدل‌های حرارتی: پره‌های توربین گازی که در دماهای بسیار بالا کار می‌کنند، معمولاً از آلیاژهای نیکل ODS ساخته می‌شوند. همچنین، این آلیاژها برای ساخت لوله‌های مبدل حرارتی در سیستم‌های پیشرفته نیز به کار می‌روند.
صنعت شیشه: آلیاژهای ODS فلزات نجیب مانند آلیاژهای پلاتین در تولید شیشه‌های خاص که به دمای بالا و شرایط خاص نیاز دارند، کاربرد دارند.

## خواص مواد ODS در سرعت‌های مافوق صوت
هنگام ورود مجدد یک وسیله نقلیه فضایی با سرعت مافوق صوت به جو زمین، خواص گازها به طور قابل‌توجهی تغییر می‌کند. امواج ضربه‌ای شدید در این شرایط شکل می‌گیرند که می‌توانند به ساختار وسیله آسیب برسانند. همچنین، در این سرعت‌ها و دماهای بسیار بالا، اکسیژن موجود در جو به حالت تهاجمی درمی‌آید و به راحتی با مواد واکنش می‌دهد. آلیاژهای ODS با مقاومت عالی در برابر اکسیداسیون و پایداری ساختاری خود، به عنوان راه‌حلی موثر برای مقابله با این چالش‌ها شناخته می‌شوند.

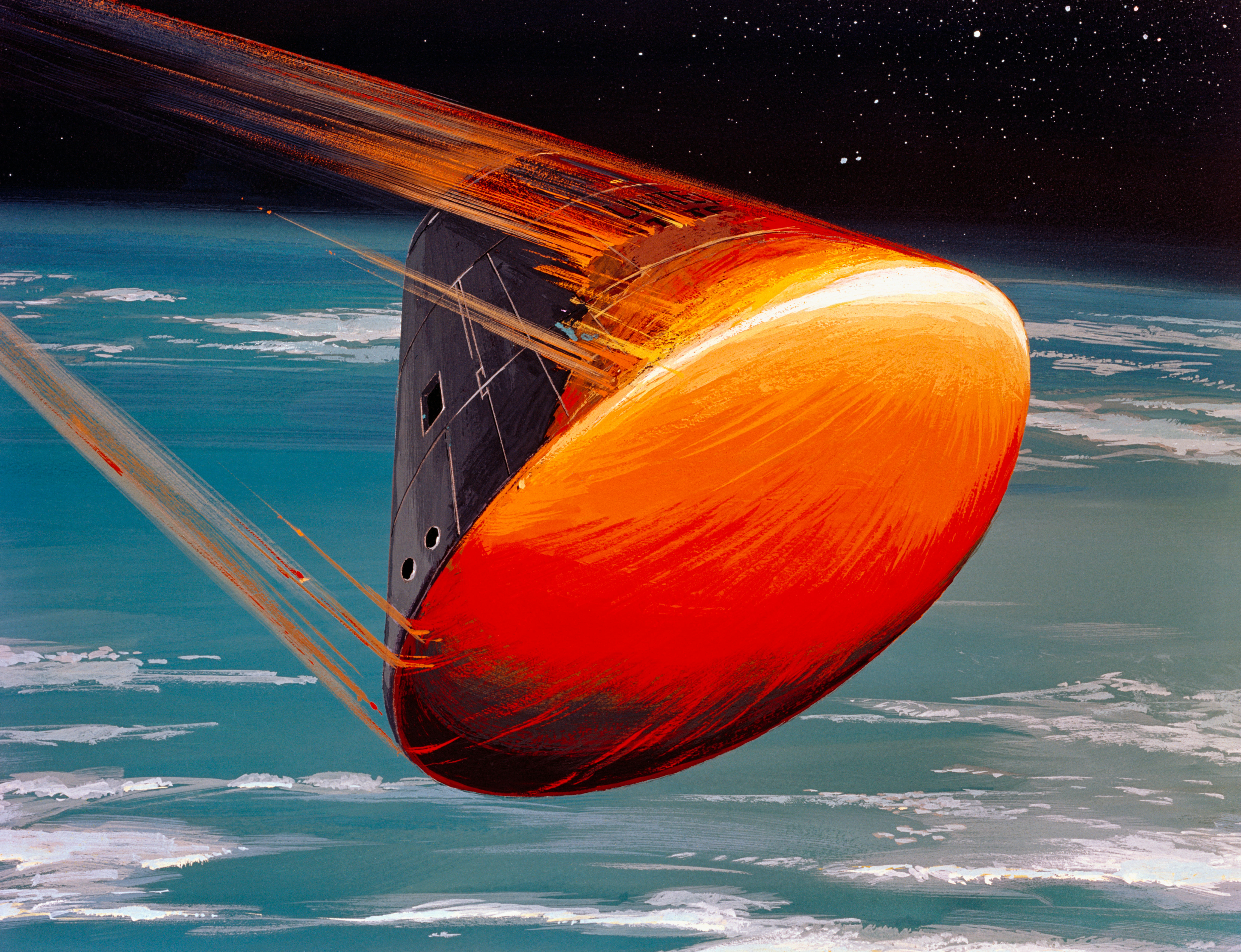
ورود فضاپیما آپولو به اتمسفر زمین